# 네바강
네바강(Нева, 영어:River Neva)은 상트페테르부르크를 흐르는 강이다. 길이는 74 km이고 유역 면적은 282,000 km2이다.

## 지리
강물이 라도가호에서 서쪽으로 흘러 하류에 큰 삼각주를 형성하고, 핀란드만으로 흘러들어가는 강이다.

## 수로교통
백해(白海)∼발트해를 연결하는 강인 동시에, 모스크바~볼가강유역의 도시와 카스피해∼흑해를 잇는 중요한 수상교통로 구실을 하는 강이다. 이강덕분에 상트페테르부르크시는 일찍부터 발트해의 주요무역항으로 떠올랐다.